# Tillandsia brevicapsula
Tillandsia brevicapsula är en gräsväxtart som beskrevs av Amy Jean Gilmartin. Tillandsia brevicapsula ingår i släktet Tillandsia och familjen Bromeliaceae. Inga underarter finns listade i Catalogue of Life.